# Тельминское муниципальное образование
Тельминское муниципальное образование — муниципальное образование со статусом городского поселения в
Усольском районе Иркутской области России. Административный центр — Тельма.

## Демография
По результатам Всероссийской переписи населения 2010 года
численность населения муниципального образования составила 4828 человек, в том числе 2245 мужчин и 2583 женщины.

## Населённые пункты
В состав муниципального образования входят населённые пункты
- Тельма
- Ершовка
- Озёрный
- Саннолыжный
- Сапиновка
- Тюменск[3]